# Алекс Лайфсон
А́лекс Ла́йфсон, OC (англ. Alex Lifeson; настоящее имя — Алекса́ндар Живо́инович (серб. Александар Живојиновић/Aleksandar Živojinović); 27 августа, 1953) — канадский гитарист, композитор и продюсер сербского происхождения, наиболее известный за участие в рок-группе Rush, которую основал в 1968 году вместе с барабанщиком Джоном Ратси и вокалистом-басистом Джеффом Джонсом, которого через месяц заменил Гедди Ли, а в 1974 году Ратси ушел из-за проблем со здоровьем и на его место был принят Нил Пирт.
В 1996 году он вместе с Гедди Ли и Нилом Пиртом стал офицером Ордена Канады. Входит в список 100 величайших гитаристов всех времён по версии журнала Rolling Stone 2011 года.

## Биография

### Ранние годы
Александар Живоинович родился 27 августа 1953 года в Ферни, Британская Колумбия. Вырос в Торонто. Родители Живоиновича были сербскими иммигрантами из Югославии. В 10 лет познакомился с будущим ударником и сооснователем Rush Джоном Ратси. Когда Алексу было 13 лет, отец подарил ему на рождество акустическую гитару. Когда Алекс был подростком, он слушал Cream, The Who, Jimi Hendrix Experience и Led Zeppelin, что отразилось на раннем творчестве Rush, которое мало чем отличалось от вышеперечисленных групп. Живоинович пытался учить гитарные соло на слух, прокручивая свой магнитофон. С 1971 по 1972 годы брал уроки по классической гитаре у своего друга. Примерно в конце 60-х годов познакомился со своей будущей женой Шарлин, которая в 1970 году родила ему сына. Пара поженилась в 1975 году, а в 1977 году у них родился второй сын.
По вероисповеданию Алекс — атеист.

### Rush
В 1963 году Ратси начал экспериментировать с ударной установкой и вместе с Живоиновичом основал группу Projection, которая в 1968 году преобрзовалась в Rush. Первоначальным фронтменом коллектива стал Джефф Джонс, но через месяц был заменён школьным другом Алеса Гедди Ли. Группа начала обретать известность на локальной сцене Торонто и перешла от каверов до оригинального материала. Но несмотря на популярность в начале 70-х хард-рока и блюз-рока, группа не могла найти себе лейбл, по-этому Рэй Дэниелс (менеджер коллектива) предложил основать свой лейбл, на котором был выпущен неальбомный сингл «Not Fade Away» (кавер композиции Бадди Холли) и дебютный альбом. После выхода альбома группа отправилась в тур, но Ратси ушел из коллектива из-за диабета и отвращения к гастролям. На место Ратси был нанят Нил Пирт.